# Hegyes
Hegyes (Hidiș), település Romániában, a Partiumban, Bihar megyében.

## Fekvése
A Bihar-hegységben, a Hollód-patak mellett, Belényestől északnyugatra fekvő település.

## Története
Hegyes nevét 1808-ban említette először oklevél a mai Hegyes nevén. A falu a 19. század elején a Gálbory család, majd  Géczy János birtoka lett, kinek itt csinos úrilaka is épült.
1851-ben Fényes Elek írta a településről: „Bihar vármegyében, dombos helyen, 197 óhitő lakossal, s anyatemplommal, egy Hollód nevü patakkal ... Birja Gálbory Sámuel.”
1910-ben 449 lakosából 6 magyar, 443 görögkeleti ortodox, 6 izraelita volt. A trianoni békeszerződés előtt Bihar vármegye Belényesi járásához tartozott.

## Nevezetességek
A településen gyógyhatású, vastartalmú forrás ered, melyet az 1900-as évek elején még csak a falubeliek használtak.